# Jonathan Javier Rodríguez
Jonathan Rodríguez, vollständiger Name Jonathan Javier Rodríguez Portillo, (* 6. Juli 1993 in Florida) ist ein uruguayischer Fußballspieler.

## Karriere

### Verein
Der nach Vereinsangaben 1,78 Meter, nach anderen Quellen 1,81 Meter große Offensivakteur Rodríguez, der teilweise auch in der Schreibweise Jhonatan Rodríguez geführt wird, wuchs als Sohn eines Soldaten mit mehreren Brüdern in bescheidenen Verhältnissen auf. Er spielte in der Jugend im heimischen Florida für Atlético. Zudem kam er in der Departamento-Auswahl Floridas zum Einsatz. 2010 debütierte er als 16-Jähriger in Atléticos Erster Mannschaft. 
2011 wechselte er zunächst im Rahmen einer einjährigen Leihe für ein paar Bälle zum uruguayischen Erstligisten Club Atlético Peñarol. Das Leihgeschäft beinhaltete eine Kaufoption über 7.000 US-Dollar. Der abgebende Verein sicherte sich aber eine prozentuale Beteiligung an einem zukünftigen Transfer. Er stand seit 2013 im Erstligakader und bestritt in der Saison 2013/14 27 Spiele in der Primera División, bei denen er elf Tore erzielte. Zudem absolvierte er zwei Begegnungen (kein Tor) in der Copa Sudamericana 2013 und kam fünfmal (ein Tor) in der Copa Libertadores zum Einsatz. Im Juli 2014 scheiterte sodann ein ebenso ein fast schon sicherer Wechsel zum portugiesischen Verein Sporting Braga, wie auch ein zuvor bereits im Juni 2014 vom Spieler selbst auf seinem Facebook-Account bestätigter Wechsel zu Sporting Lissabon. In der Apertura 2014 wurde er elfmal (vier Tore) in der höchsten uruguayischen Spielklasse und viermal (drei Tore) in der Copa Sudamericana 2014 eingesetzt. 
Ende Januar 2015 wechselte er auf Leihbasis zu Benfica Lissabon. Während er in der Ersten Mannschaft Benficas in der Saison 2014/15 nur mit einem vierminütigen, torlosen Liga-Kurzeinsatz zum Gewinn der Portugiesischen Meisterschaft beitrug, lief er für Benfica Lissabon B sechsmal auf und schoss sieben Tore. Nachdem die Spielzeit 2015/16 bereits begonnen hatte, wechselte er am 20. August 2015 im Rahmen eines zunächst auf ein Jahr befristeten Leihgeschäfts mit Benfica zum spanischen Klub Deportivo La Coruña. Einschließlich seines letzten Einsatzes am 11. April 2016 absolvierte er dort 13 Ligaspiele (kein Tor).
Ab Mitte Juni 2016 setzte er seine Karriere bei Santos Laguna fort. In seiner ersten Saison 2016/17 erzielte er in 31 Einsätzen 13 Tore und bereitete zwei weitere vor. In der darauffolgenden Spielzeit 2017/18 traf er in 37 Ligaspielen nur mehr siebenmal, dennoch war er ein wichtiger  Faktor, dass die Mannschaft die Clausura 2018 gewinnen konnte. In der nächsten Saison 2018/19 steigerte er seine Torausbeute wieder. In der Apertura 2018 traf er in 17 Spielen achtmal und bereitete drei weitere Tore vor.
Zum Jahreswechsel 2019 wechselt Rodríguez zum Ligakonkurrenten CD Cruz Azul.

### Nationalmannschaft
Rodríguez wurde für die beiden Freundschaftsländerspiele gegen Saudi-Arabien und Oman im Oktober 2014 von Nationaltrainer Óscar Tabárez in das Aufgebot der A-Nationalmannschaft berufen. Im Spiel gegen Saudi-Arabien am 10. Oktober 2014 feierte er dort sein Debüt mit einem Startelfeinsatz. Auch in der Begegnung gegen den Oman am 13. Oktober 2014 wurde er eingesetzt und erzielte mit dem Treffer zum 3:0-Endstand sein erstes Länderspieltor. Er war Teil des uruguayischen Aufgebots bei der Copa América 2015, bei der Uruguay im Viertelfinale gegen den späteren Turniersieger Chile ausschied.

## Erfolge
- Portugiesischer Meister: 2014/15 (mit SL Benfica)
- Mexikanischer Meister: Clausura 2018 (mit Santos Laguna)

## Auszeichnungen
- Torschützenkönig der mexikanischen Liga: Clausura 2020 (für Cruz Azul)[14]